# Kauja pie Saules
Kauja pie Saules (The Battle of Saule) – drugi album w dorobku łotewskiej grupy Skyforger.
Muzycznie w porównaniu z poprzednim Semigalls` Warchant jest bardziej zróżnicowany. Obok utworów utrzymanych w konwencji dość ostrego folk metalu znajdują się na nim również utwory typowo folkowe. Pozwoliło to zespołowi zaistnieć na obydwu scenach, przy czym na scenie metalowej uwagę krytyków przyciągnęło udane łączenie ciężkiego brzmienia z tradycyjnymi instrumentami. Warstwa tekstowa kontynuuje wątki z poprzedniego albumu. Znów przenosimy się w świat średniowiecznych bitew toczonych przez pogańskich wojowników z Zakonem kawalerów mieczowych i Zakonem Krzyżackim, przy czym bohaterem pozytywnym są Semigalowie i inne dawne, pogańskie plemiona zamieszkujące w XIII wieku ziemie Łotwy. Wszystkie teksty śpiewane są w języku łotewskim. Utwór tytułowy nawiązuje do zwycięskiej dla Bałtów bitwy pod Szawlami.

## Lista utworów
1. Zviegtin' zviedza kara zirgi
2. Kauja pie Saules.1236
3. Senču ozols
4. Viestarda cīņa pie Mežotnes.1219
5. Kurši
6. Kalējs kala debesīs
7. Kam pūšat kara taures
8. Kauja Garozas silā.1287
9. Svētais ugunskrusts